# Jules Mottu
Jules Mottu, né le 17 octobre 1830 à Saint-Étienne et mort le 2 janvier 1907 à Paris 17e, est un homme politique français.

## Biographie

### Famille et débuts
Fils d'Adeline Marcha (1797-18..) et de David-Marc Mottu (1792-1849), un négociant originaire de Genève, David Mottu est imprimeur et graveur en taille-douce jusqu'en 1831. Il quitte ensuite Saint-Étienne pour Annonay, dont sa femme est originaire et où il s'établit comme lithographe et papetier.
Jules Mottu commence sa carrière professionnelle en 1851. L'année suivante, il devient négociant et fabricant de mégisserie à Annonay. Le 14 septembre 1852, il y épouse Christine-Pauline Wittmann (1832-1919), sœur de l’écrivain et librettiste germano-autrichien Hugo Wittmann. Le couple Mottu-Wittmann aura un fils, Georges (1853-1911), et une fille, Jeanne (1858-1936), qui épousera, en 1885, l'homme de lettres Eugène Bertol-Graivil.

### Premières années à Paris (1856-1870)
Commissionnaire en peaux pour gants, Mottu s'installe à Paris en 1856. Sa boutique est située au nº 22 de la rue des Deux-Portes-Saint-Sauveur. En 1860, il embauche en tant que caissier l'ancien déporté républicain Charles Delescluze. Dès cette époque, il fréquente les milieux démocrates, coopératistes et associationnistes de la capitale. Il participe par exemple à l'établissement du Crédit au Travail de Jean-Pierre Béluze en 1863 et à la fondation du journal L'Association : bulletin international des sociétés coopératives en 1864.
En décembre 1864, il cède la propriété de sa peausserie à son beau-frère Hugo Wittmann, et ouvre, le 7 janvier 1865, une banque au no 110 du boulevard de Sébastopol, sous la raison sociale « Mottu et Cie ».
En 1868, il fonde une nouvelle société pour la publication de l’Encyclopédie générale, une encyclopédie d'esprit scientiste diffusée d'abord sous forme de livraisons puis en trois volumes parus entre 1869 et 1871. Mottu en dirige la publication et en rédige plusieurs articles aux côtés de ses camarades républicains.

### Maire du 11earrondissement (1870-1871)
Jouissant d'une certaine notoriété dans les milieux républicains avancés, Mottu accède à des responsabilités politiques après la proclamation de la République française du 4 septembre 1870. Le 15 septembre, le maire de Paris Étienne Arago le nomme ainsi maire du 11e arrondissement en remplacement du négociant Coffard, démissionnaire.
Farouchement anticlérical et par conséquent partisan de la laïcisation de l'enseignement, Mottu donne l'ordre d'arrêter l'enseignement congrégationaliste dans l'arrondissement. Il est alors révoqué et remplacé, le 18 octobre, par Arthur de Fonvielle (d). Cette révocation accroit la popularité de Mottu auprès des révolutionnaires du faubourg Saint-Antoine, et notamment auprès des blanquistes. Lors du soulèvement du 31 octobre 1870, une partie des insurgés acclame son nom parmi ceux des personnalités pressenties pour composer un comité de Salut public.
Mottu prend sa revanche à l'occasion des élections municipales du 5 novembre, retrouvant son écharpe de maire du 11e après avoir obtenu 14 251 suffrages sur 23 930 votants, soit 59,5 %, contre 9 399 (39,3 %) à Fonvielle. Sa popularité auprès des révolutionnaires s'essouffle cependant au début de l'année 1871 et, après le soulèvement du 18 mars et l’organisation de nouvelles élections municipales le 26 mars, il est largement battu : n'ayant obtenu que 4 614 des 25 183 votes, soit 18%, il n'arrive qu'en huitième position dans son arrondissement. Quelques jours après cette défaite, il participe à la fondation de la Ligue d'union républicaine des droits de Paris (LUR), qui tente en vain d'éviter une lutte fratricide entre la Commune de Paris et le gouvernement légal.

### Conseiller municipal de Paris (1871-1872)
Soutenu par la LUR et par le comité républicain radical, Mottu est candidat à la députation lors des élections législatives complémentaires du 2 juillet 1871. Il obtient 76 242 voix mais n'est pas élu. Il est plus heureux trois semaines plus tard, lors des élections municipales des 23 et 30 juillet. Il est en effet élu conseiller municipal dans deux quartiers du 11e arrondissement, celui de la Folie-Méricourt:221 et celui de Saint-Ambroise:225, ainsi que dans le quartier du Père-Lachaise:393. Il opte finalement pour Saint-Ambroise.

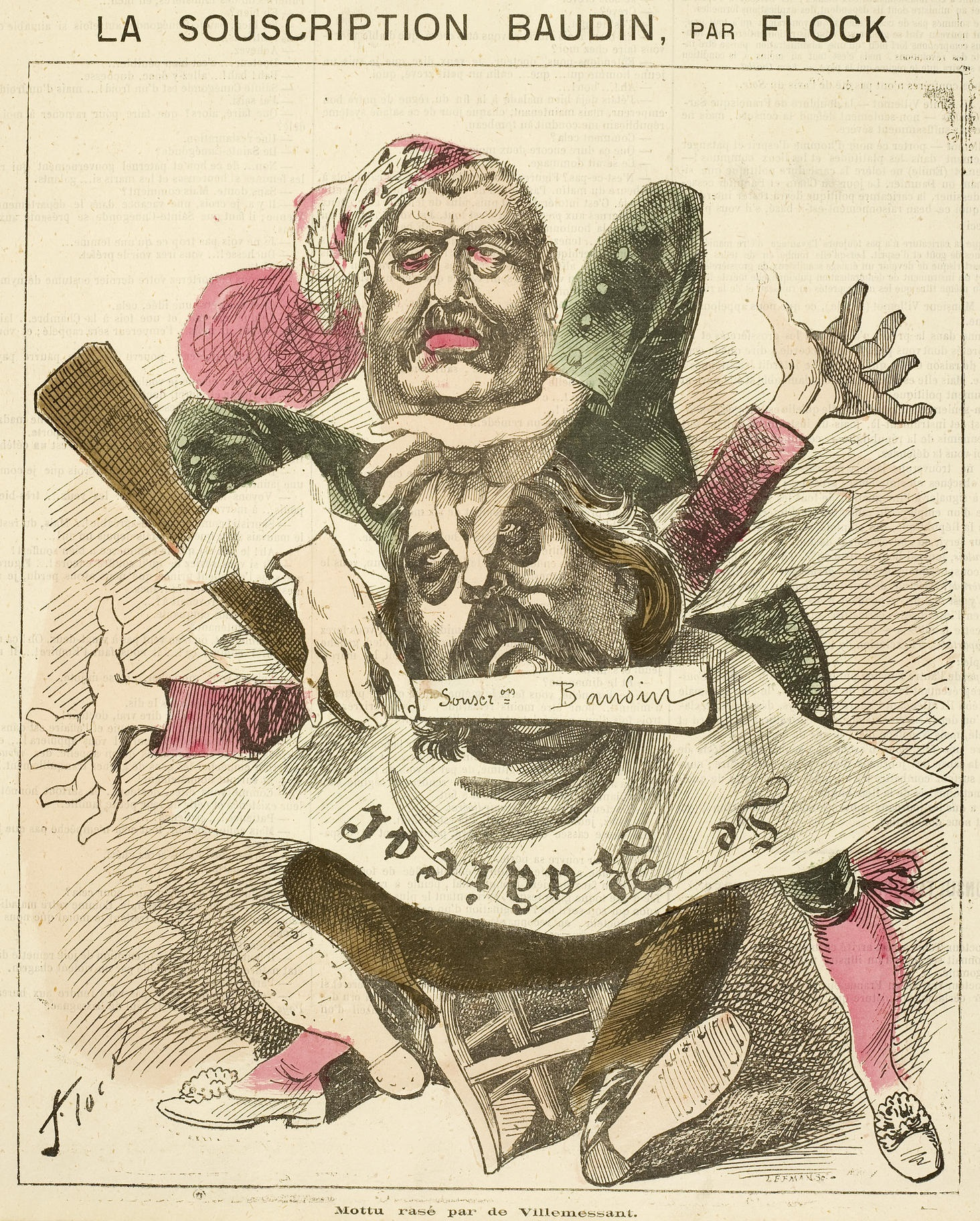
Caricature de Villemessant et Mottu à propos de la polémique sur la souscription Baudin (Le Grelot, 5 novembre 1871).

En octobre de la même année, il fonde un nouveau journal politique, Le Radical dont il prend la direction. Peu de temps avant, il avait participé, aux côtés de ses collègues radicaux, à la fondation de l'hebdomadaire La Municipalité.
Jugée complaisant à l'égard des ex-Communards, Le Radical réveille les rancœurs de la presse conservatrice à l'encontre de l'ancien maire anticlérical du 11e arrondissement. Le Figaro d'Hippolyte de Villemessant mène alors une vive campagne contre Mottu, qu'il enjoint de s'expliquer sur l'emploi des fonds récoltés dans le cadre de la souscription pour le monument funéraire du député Baudin.
Les activités bancaires de Mottu, entachées de malversations, vont s'avérer fatales à sa carrière politique. En cessation de paiements depuis plus d'un an, la banque est déclarée en faillite au mois de décembre 1871, tandis qu'un de ses clients porte plainte contre Mottu et l'accuse d'avoir falsifié ses inventaires et d'avoir détourné les sommes qu'il lui avait confiées. Arrêté le 13 mars 1872 et écroué à Mazas sous l'inculpation de distribution de dividendes fictifs, d'abus de confiance et de banqueroute simple, il est condamné à deux ans de prison, le 7 avril 1872.
Après sa condamnation, Mottu adresse sa démission au président du conseil municipal, Joseph Vautrain, qui en donne lecture lors de la séance du 18 avril 1872. Il renonce également à la direction du Radical.

### Incarcération (1872-1874) et dernières années
Détenu à Sainte-Pélagie, il est également condamné le 10 décembre suivant à huit mois de prison dans le cadre de la banqueroute de la maison cédée huit ans plus tôt à Hugo Wittmann. Ce dernier, retourné en Allemagne depuis la guerre, est suspecté de n'avoir été que le prête-nom de son beau-frère. Les deux peines sont cependant confondues. En janvier 1874, Mottu obtient du gouvernement Broglie une remise des cinq derniers mois de sa peine afin de pouvoir prendre possession d'une place à Liège, en Belgique.
Mottu revient en France avant 1885, date à laquelle il habite au nº 18 de la rue Baudin.
En 1898, au plus fort de l'affaire Dreyfus, il signe une pétition en faveur du colonel Picquart.
À ses obsèques civiles, qui ont lieu le lendemain de sa mort, au crématorium du Père-Lachaise, des discours sont prononcés par Yves Guyot et Sigismond Lacroix, anciens collaborateurs du Radical de 1871.